# Кубок мэра Симферополя
Кубок мэра Симферополя (Кубок городского головы Симферополя) — ежегодный товарищеский футбольный турнир, который проводился с 2001 года по 2012 год. Проводился в конце ноября — начале декабря в качестве последнего крымского турнира календарного года среди профессиональных и любительских команд. В турнире принимали участие четыре коллектива, стартовавшие со стадии полуфинала.

## История

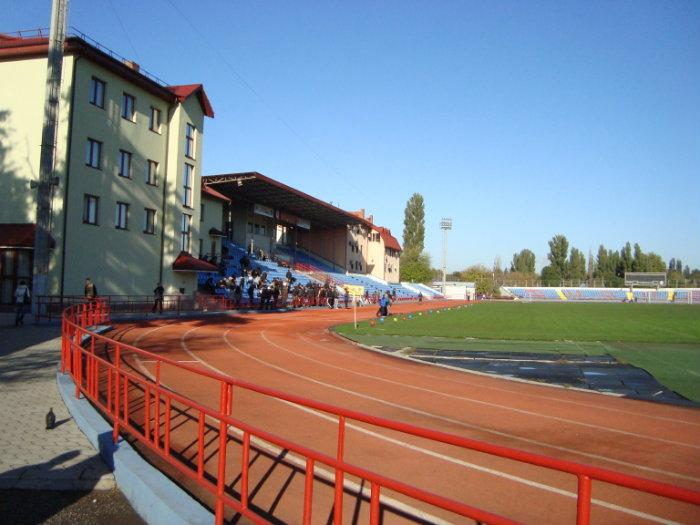
Турнир неоднократно проходил на стадионе «Фиолент»

Турнир был учреждён симферопольским городским головой Валерием Ермаком в 2001 году по инициативе президента Симферопольской федерации футбола Василия Мельничука и руководителя спорта Симферополя Василия Сукачева. Первый розыгрыш состоялся 22 и 23 ноября на стадионе «Фиолент» среди четырёх команд: одной профессиональной — симферопольского «Динамо», выступавшего во Второй лиге Украины, и трёх команд чемпионата Крыма — «Даники-СЭЛМА», «Крымтеплицы» и «Южная-Холдинг». Победу одержала «Даника-СЭЛМА» под руководством Александра Исаева обыгравшая в финале «Динамо» (3:1).
Игры второго розыгрыша турнира были сыграны за четыре часа, поскольку регламент турнира определил продолжались одного матча в 50 минут с двумя таймами по 25 минут. В финал вновь вышли «Даника-СЭЛМА» и «Динамо», где благодаря единственному голу Павла Лапшина вторую победу подряд праздновали футболисты «Даники» (1:0). Впервые симферопольские «динамовцы» смогли сталь обладателем Кубка мэра крымской столицы на третьем розыгрыше турнира, обыграв финале ветеранов «Таврии» (1:1, 4:1 по пен.). Лучшими игроками были признаны: Андрей Тарахтий (вратарь), Виталий Чех (защитник), Юрий Фокин (полузащитник) и Алексей Антюхин (нападающий). Лучшим арбитром был признан Юрий Вакс. В 2004 году подопечные Михаила Сачко повторили прошлогодний результат и вновь завоевали кубок.
Кубок городского головы Симферополя 2005 года впервые достался команде не из столицы полуострова — «Фениксу-Ильичёвцу». Турнир 2006 года прошёл на искусственном поле на территории предприятия «Крымтеплица», где в финале команда «Евпатория-2500» под руководством Константина Дьяченко обыграла прошлогоднего победителя со счётом (4:1).
С 2007 по 2009 год обладателем кубка трижды становился «Спартак» из Молодёжного, в 2010 и 2011 года на турнире первенствовал «Гвардеец», а на последнем турнире в 2012 году победу одержал симферопольский ИТВ.

## Результаты
| Сезон | Уч. | Призёры                         | Призёры                       | Призёры                         | Призёры                    |
| Сезон | Уч. | Победитель                      | 2-е место                     | 3-е место                       | 4-е место                  |
| ----- | --- | ------------------------------- | ----------------------------- | ------------------------------- | -------------------------- |
| 2001  | 4   | Даника-СЭЛМА (Симферополь)      | Динамо (Симферополь)          |                                 |                            |
| 2002  | 4   | Даника-СЭЛМА (Симферополь)      | Динамо (Симферополь)          | Строитель (Симферополь)         | Крымтеплица (Молодёжное)   |
| 2003  | 4   | Динамо (Симферополь)            | Таврия-ветераны (Симферополь) | Крымтеплица (Молодёжное)        | Таврия-ТНУ (Симферополь)   |
| 2004  | 4   | Динамо-ИгроСервис (Симферополь) | Крымтеплица (Молодёжное)      | Химик (Красноперекопск)         | Элим (Симферополь)         |
| 2005  | 4   | Феникс-Ильичёвец (Калинино)     | Химик (Красноперекопск)       | Динамо-ИгроСервис (Симферополь) | Крымтеплица (Молодёжное)   |
| 2006  | 4   | Евпатория-2500                  | Феникс-Ильичёвец (Калинино)   | Столичные колбасы (Симферополь) | Крымтеплица-2 (Молодёжное) |
| 2007  | 4   | Спартак (Молодёжное)            | Даника (Симферополь)          | Крымтеплица (Молодёжное)        | КАМО (Севастополь)         |
| 2008  | 4   | Спартак (Молодёжное)            | КЭИ КНЭУ (Симферополь)        | Форос                           | ЮИС-Сервис (Симферополь)   |
| 2009  | 4   | Спартак (Молодёжное)            | КЭИ КНЭУ (Симферополь)        |                                 |                            |
| 2010  | 4   | Гвардеец (Гвардейское)          | Химик (Красноперекопск)       | Спартак (Молодёжное)            | ЮИС-Сервис (Симферополь)   |
| 2011  |     | Гвардеец (Гвардейское)          | КСХИ (Молодёжное)             |                                 |                            |
| 2012  |     | ИТВ (Симферополь)               | КСХИ                          |                                 |                            |